# STS-6
L'STS-6 fou una missió del transbordador espacial de la NASA duta a terme pel transbordador espacial Challenger. Fou llançada el 4 d'abril del 1983. Fou la sisena missió del transbordador espacial i la primera de les deu missions del Challenger. La missió s'enlairà de la plataforma de llançament 39-A del Centre Espacial Kennedy i aterrà a la Base de la Força Aèria Edwards.